# Petropavl
Petropávlovsk (kazajo: Петропавл, ruso: Петропавловск) es la capital de la provincia de Kazajistán Septentrional, en el centro-norte de Kazajistán. Ubicada a la orilla del río Ishim —un afluente del río Irtish que, a su vez, lo es del río Obi—, se encuentra cerca de la frontera con Rusia, a 350 km al oeste de la ciudad de Omsk. Es una de las principales ciudades industriales del norte del país.

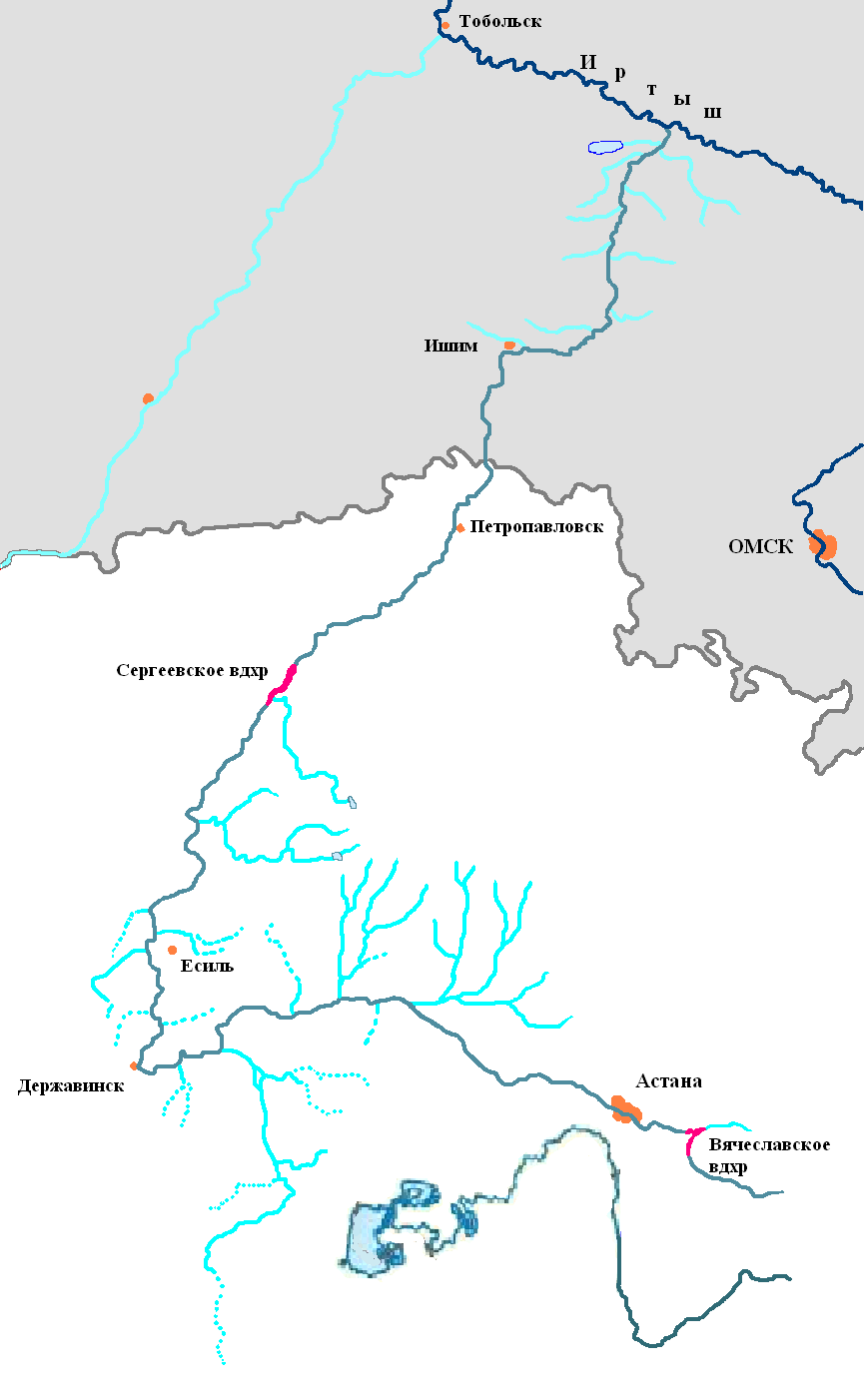
Petropavl (Петропавловск) en un mapa del río Ishim

Las vías del tren Transiberiano pasaban en sus orígenes por esta ciudad, pero actualmente la línea principal pasa solo por Rusia, y queda un poco más al norte.
En la última estimación de población, hecha en 1999, la ciudad poseía 203.400 habitantes. Petropávlovsk es la capital de la provincia de Kazajistán Septentrional. La ciudad es atravesada por el río Ishim.
Petropávlovsk fue fundada en 1752 como un puesto avanzado del Ejército del Imperio ruso para controlar a los pueblos nómadas de la estepa. Obtuvo el título de ciudad en 1807. Gracias a su papel de centro comercial especializado en la seda y las alfombras hasta la Revolución de Octubre, en 1917. Después de esta fecha, la ciudad se ha industrializado poco a poco. Petropávlovsk intenta todavía desarrollar las actividades industriales después del declive de estas, sobre todo en el tratamiento del cuero.
Después de la independencia de Kazajistán y su ingreso en la Comunidad de Estados Independientes en 1991, la ciudad pasó a ser exclusivamente kazaja.

## Ciudades hermanadas
- Omsk, Rusia

## Clima
| Parámetros climáticos promedio de Petropavl (1991-2020) | Parámetros climáticos promedio de Petropavl (1991-2020) | Parámetros climáticos promedio de Petropavl (1991-2020) | Parámetros climáticos promedio de Petropavl (1991-2020) | Parámetros climáticos promedio de Petropavl (1991-2020) | Parámetros climáticos promedio de Petropavl (1991-2020) | Parámetros climáticos promedio de Petropavl (1991-2020) | Parámetros climáticos promedio de Petropavl (1991-2020) | Parámetros climáticos promedio de Petropavl (1991-2020) | Parámetros climáticos promedio de Petropavl (1991-2020) | Parámetros climáticos promedio de Petropavl (1991-2020) | Parámetros climáticos promedio de Petropavl (1991-2020) | Parámetros climáticos promedio de Petropavl (1991-2020) | Parámetros climáticos promedio de Petropavl (1991-2020) |
| Mes                                                     | Ene.                                                    | Feb.                                                    | Mar.                                                    | Abr.                                                    | May.                                                    | Jun.                                                    | Jul.                                                    | Ago.                                                    | Sep.                                                    | Oct.                                                    | Nov.                                                    | Dic.                                                    | Anual                                                   |
| ------------------------------------------------------- | ------------------------------------------------------- | ------------------------------------------------------- | ------------------------------------------------------- | ------------------------------------------------------- | ------------------------------------------------------- | ------------------------------------------------------- | ------------------------------------------------------- | ------------------------------------------------------- | ------------------------------------------------------- | ------------------------------------------------------- | ------------------------------------------------------- | ------------------------------------------------------- | ------------------------------------------------------- |
| Temp. máx. abs. (°C)                                    | 4.5                                                     | 6.7                                                     | 14.5                                                    | 31.0                                                    | 37.2                                                    | 40.3                                                    | 40.5                                                    | 38.6                                                    | 33.6                                                    | 26.7                                                    | 15.6                                                    | 3.7                                                     | 40.5                                                    |
| Temp. máx. media (°C)                                   | -12.5                                                   | -10.0                                                   | -2.0                                                    | 10.1                                                    | 19.8                                                    | 24.1                                                    | 25.0                                                    | 23.3                                                    | 17.0                                                    | 8.9                                                     | -3.1                                                    | -9.8                                                    | 7.6                                                     |
| Temp. media (°C)                                        | -16.5                                                   | -14.7                                                   | -6.9                                                    | 4.7                                                     | 13.3                                                    | 18.1                                                    | 19.5                                                    | 17.4                                                    | 11.2                                                    | 4.3                                                     | -6.6                                                    | -13.7                                                   | 2.5                                                     |
| Temp. mín. media (°C)                                   | -20.8                                                   | -19.5                                                   | -11.7                                                   | -0.4                                                    | 6.8                                                     | 12.1                                                    | 14.0                                                    | 12.1                                                    | 6.1                                                     | 0.4                                                     | -10.1                                                   | -17.7                                                   | -2.4                                                    |
| Temp. mín. abs. (°C)                                    | -48.0                                                   | -42.5                                                   | -36.8                                                   | -26.4                                                   | -17.6                                                   | -2.6                                                    | 1.3                                                     | -4.0                                                    | -9.4                                                    | -25.6                                                   | -37.5                                                   | -45.0                                                   | -48.0                                                   |
| Precipitación total (mm)                                | 19                                                      | 17                                                      | 20                                                      | 24                                                      | 33                                                      | 45                                                      | 69                                                      | 45                                                      | 31                                                      | 30                                                      | 30                                                      | 25                                                      | 388                                                     |
| Días de lluvias (≥ 1 mm)                                | 1                                                       | 1                                                       | 4                                                       | 8                                                       | 14                                                      | 14                                                      | 13                                                      | 14                                                      | 15                                                      | 12                                                      | 5                                                       | 2                                                       | 103                                                     |
| Días de nevadas (≥ 1 mm)                                | 20                                                      | 17                                                      | 14                                                      | 6                                                       | 2                                                       | 0.1                                                     | 0                                                       | 0                                                       | 0                                                       | 8                                                       | 17                                                      | 20                                                      | 104.1                                                   |
| Horas de sol                                            | 77                                                      | 130                                                     | 188                                                     | 235                                                     | 287                                                     | 308                                                     | 307                                                     | 245                                                     | 184                                                     | 107                                                     | 74                                                      | 62                                                      | 2204                                                    |
| Humedad relativa (%)                                    | 82                                                      | 80                                                      | 80                                                      | 69                                                      | 58                                                      | 62                                                      | 69                                                      | 71                                                      | 71                                                      | 77                                                      | 84                                                      | 82                                                      | 73.8                                                    |
| Fuente n.º 1: Погода и климат                           |                                                         |                                                         |                                                         |                                                         |                                                         |                                                         |                                                         |                                                         |                                                         |                                                         |                                                         |                                                         |                                                         |
| Fuente n.º 2: NOAA (Horas de sol, 1961-1990)            |                                                         |                                                         |                                                         |                                                         |                                                         |                                                         |                                                         |                                                         |                                                         |                                                         |                                                         |                                                         |                                                         |